# Charles Xavier Thomas de Colmar

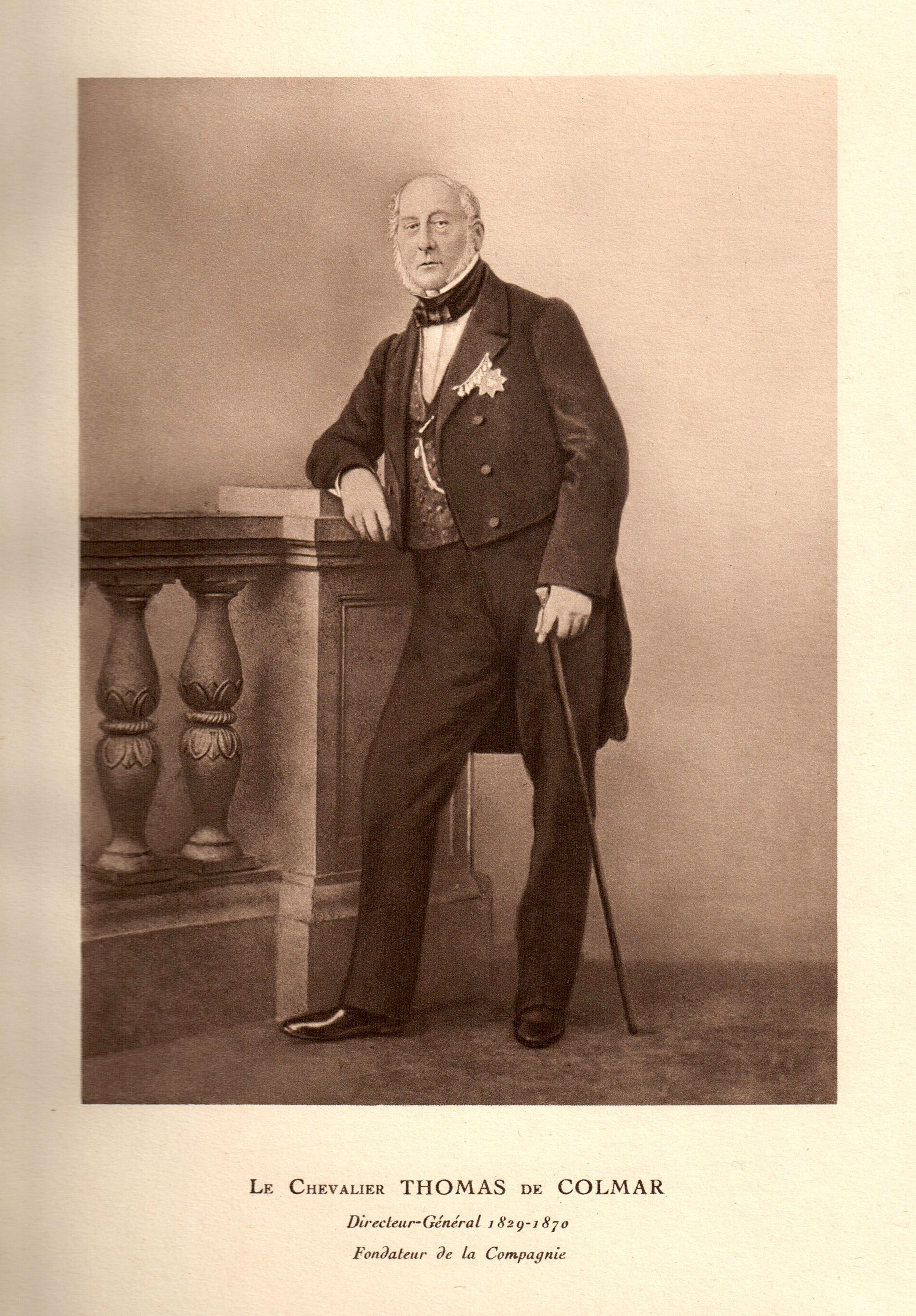
Charles Xavier Thomas

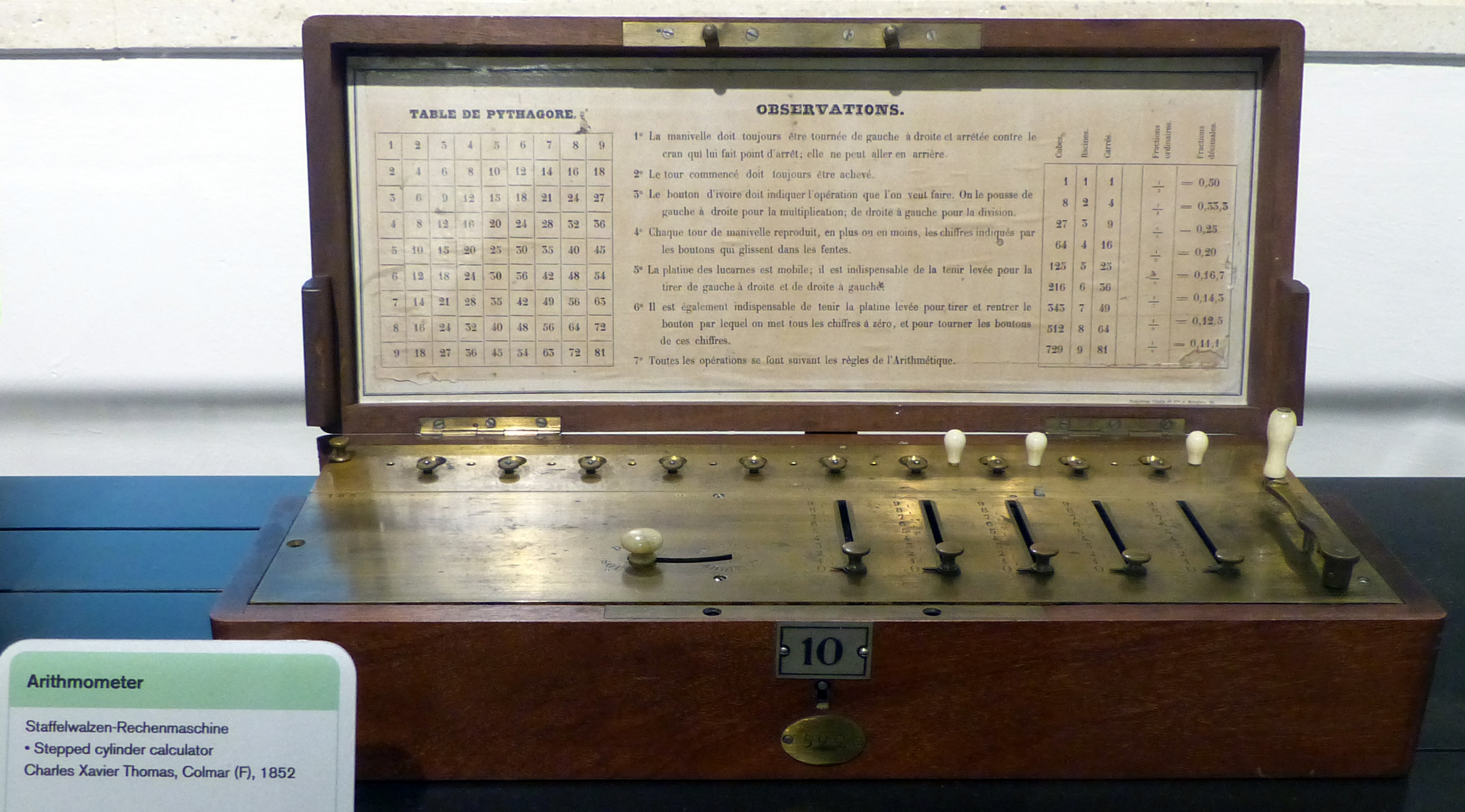
Arithmometer von Charles Xavier Thomas, Colmar, 1852

Charles Xavier Thomas (* 5. Mai 1785 in Colmar; † 12. März 1870 in Paris) war der Erfinder einer Rechenmaschine.

## Leben
Geboren wurde Charles Xavier Thomas am 5. Mai 1785 in der Stadt Colmar (Elsass) als Sohn des Arztes Joseph Antoine Thomas, der mit Françoise-Xavier Anselin verheiratet war.
Zwischen 1809 und 1817 befand sich Thomas im Dienst der französischen Armee. Dabei war er vor allem bei der Beschaffung von Lebensmitteln tätig. In diesem Zusammenhang reiste er auch bis nach Portugal und Spanien. 1810 wurde er nach Sevilla entsandt und lernte dort Frasquita Garcia de Ampudia Alvarez kennen. Nach kurzer Zeit heiratete er sie. Aus dieser Ehe gingen sieben Söhne und drei Töchter hervor.
Nachdem Thomas den Armeedienst quittiert hatte, wurde er – gemeinsam mit Jacques Lafitte – Hauptaktionär einer Versicherungsgesellschaft. Die dabei notwendigen Berechnungen von Versicherungsfällen bewogen ihn, sich mit dem Bau einer Rechenmaschine zu beschäftigen. Schon 1820 ließ er das erste Modell patentieren und nannte es „Arithmomètre“. Zwar hatten sich vor ihm schon andere erfolgreich mit der Entwicklung von Rechenmaschinen beschäftigt, aber meistens blieb es bei Einzelstücken, da eine Produktion an den fertigungstechnischen Unzulänglichkeiten scheiterte. Thomas hingegen ließ in einer eigenen Werkstatt im Laufe der Zeit ca. 1500 Maschinen herstellen. Diese kamen überwiegend in Büros französischer Beamter und in Versicherungsgesellschaften zum Einsatz. Auf den deutschen Markt gelangten diese Maschinen erst nach 1878. Der Ingenieur Arthur Burkhardt gründete im Erzgebirge eine Rechenmaschinenfabrik, in der er auf der Basis des Thomasschen Modells Rechenmaschinen baute.

## Ehrungen
Charles-Xavier Thomas erhielt für die Entwicklung des „Arithmomètre“ eine der höchsten Anerkennungen in Frankreich: 1821 wurde er zum Ritter der Ehrenlegion ernannt.